# Duvall Hecht

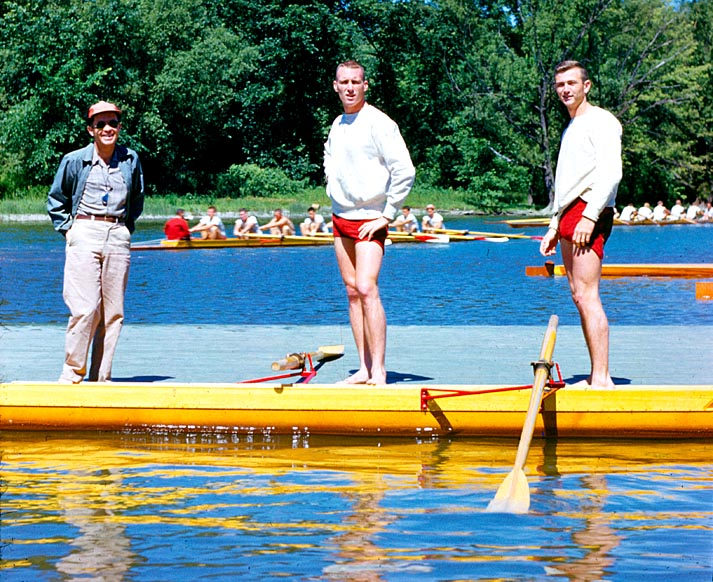
V. l. n. r. James Beggs, Duvall Hecht und James Fifer

Duvall Young Hecht (* 23. April 1930 in Los Angeles, Kalifornien; † 10. Februar 2022 in Costa Mesa, Kalifornien) war ein US-amerikanischer Ruderer und Olympiasieger.
James Fifer und Duvall Hecht nahmen zusammen mit Steuermann James Beggs an den Olympischen Spielen 1952 teil. Sie gewannen den dritten Vorlauf in der Bootsklasse Zweier mit Steuermann, belegten den vierten Platz im zweiten Semifinale und schieden im Hoffnungslauf gegen die späteren Gewinner der Silbermedaille aus Deutschland aus.
Vier Jahre später traten der 1,86 m große Fifer und der 1,88 m große Hecht im Zweier ohne Steuermann an. Die beiden konnten sich bei den US-Trials gegen die Olympiasieger von 1952 Thomas Price und Charles Logg durchsetzen. Bei den Olympischen Spielen 1956 siegten Fifer und Hecht in Vorlauf und Halbfinale jeweils mit über zehn Sekunden Vorsprung. Im Finale gewannen die beiden Amerikaner die Goldmedaille mit achteinhalb Sekunden Vorsprung vor dem sowjetischen Zweier.
Hecht hatte 1952 an der Stanford University graduiert und war dann zur US Navy gegangen. Nach der Militärzeit kehrte er nach Stanford zurück und machte 1960 seinen Master of Arts im Fach Journalismus. 1975 gründete er die Firma Books on Tape, die Hörbücher für Kassettenrekorder an Schulen und Bibliotheken verlieh. Hecht verkaufte diese Firma später an Random House.
Neben und nach seiner beruflichen Laufbahn war Hecht als Rudertrainer an der University of California, Irvine und an der University of California, Los Angeles tätig.